# 日本刀文化振興協会
公益財団法人日本刀文化振興協会（にほんとうぶんかしんこうきょうかい、英語名：The Foundation of Japanese Sword Culture for the purpose of public interest）は、東京都北区に本部を置く日本の公益財団法人である。

## 概要
日本刀の美術的、工芸的価値は、国内のみならず、近年は海外でも高い評価を受けている。日本文化の粋の一形態としての｢日本刀文化」の振興を図ることを目的とした団体である。
日本刀に関する業界団体としては日本美術刀剣保存協会が長らくその権威を誇ってきたが、近年に相次いだ不祥事から、危機感を抱いた有志により別団体として設立された。